# Heddal
Heddal è una cittadina della contea di Telemark, in Norvegia.
Stabilita come entità amministrativa autonoma il 1º gennaio 1838, nel 1913 le fu tolta la municipalità di Notodden a cui è stata nuovamente riunita dal 1º gennaio 1964, diventando quindi parte del comune di Notodden.

## Storia
- Stavkirke di Heddal (costruita dopo il 1150)